# تشارلز مايكل ديفيس
تشارلز مايكل ديفيس هو ممثل،منتج ومخرج أمريكي ولد في 1 ديسمبر 1984.والده من الولايات المتحدة ووالدته من الفلبين.